# Amparo Munoz

Amparo Munoz (sinh ngày 21 tháng 6 năm 1954 – 27 tháng 2 năm 2011) là một nữ diễn viên điện ảnh và từng là Hoa hậu Hoàn vũ 1974.
Sau khi đăng quang cuộc thi Hoa hậu Tây Ban Nha 1973 tổ chức tại thủ đô Madrid, Amparo Munoz đến Manila, Philippines để tham dự cuộc thi Hoa hậu Hoàn vũ và đã xuất sắc giành chiến thắng. Đến cuối nhiệm kỳ của mình, Munoz quyết định nhường lại vương miện. Tuy nhiên, cô vẫn được công nhận là một Hoa hậu Hoàn vũ.
Sau khi quay trở về Tây Ban Nha, bà đã theo đuổi sự nghiệp diễn viên điện ảnh.